# Andrzej Stanisław Załuski
Andrzej Stanisław Kostka Załuski herbu Junosza (ur. 2 grudnia 1695, zm. 16 grudnia 1758 w Kielcach) – polski duchowny katolicki, biskup płocki, biskup łucki, biskup chełmiński, biskup krakowski, administrator apostolski diecezji pomezańskiej, w latach 1735–1746 kanclerz wielki koronny, opat komendatoryjny czerwiński i paradyski, dziekan pułtuski, prepozyt płockiej kapituły katedralnej w latach 1711–1723, kapelan konwentualny maltański ad honorem (w zakonie po 1721 roku).

## Życiorys

### Młodość
Pochodził z senatorskiej, choć niezbyt zamożnej rodziny Aleksandra Józefa, wojewody rawskiego. Matką była Teresa Witowska, córka kasztelana sandomierskiego. Miał trzech braci z powtórnego małżeństwa ojca – Józefa, Marcina i Jakuba oraz trzy siostry – Wiktorię, Aleksandrę i Ludwikę.
W wieku 9 lat znalazł się na dworze stryja, Andrzeja Chryzostoma Załuskiego, biskupa warmińskiego. Dzięki staraniom Andrzeja Chryzostoma Załuskiego od 1708 r. był kanonikiem krakowskim (miał wtedy zaledwie 13 lat), a Ludwik Bartłomiej Załuski, ówczesny biskup płocki, nadał mu godność dziekana kolegiaty w Pułtusku oraz dające wysoki dochód probostwo płockie.
Kształcił się w szkołach pijarskich, a także w Gdańsku, gdzie studiował matematykę. Odbył podróż wraz z bratem Józefem przez Niemcy, Holandię i Francję. Około 1715 r. podjął studia prawnicze na Papieskim Uniwersytecie Sapienza w Rzymie, które uwieńczył w 1717 doktoratem obojga praw (tj. rzymskiego i kanonicznego).
Po powrocie do kraju został w 1719 r. deputatem kapituły krakowskiej do Trybunału Głównego Koronnego. W tym czasie związał się z Jakubem Henrykiem Flemmingiem, kierownikiem ówczesnej polityki dworu saskiego. Znalazł się więc Załuski w partii prodworskiej wraz z takimi osobami jak Stanisław Poniatowski, Czartoryscy, a z duchownych Jan Aleksander Lipski.

### Biskup płocki
W listopadzie 1723 r. papież Innocenty XII nominował Załuskiego na biskupstwo płockie wakujące po śmierci Ludwika Bartłomieja Załuskiego, udzielając mu jednocześnie dyspensy od wymaganego prawem kanoniczym wieku (miał wówczas 28 lat, wobec 30 wymaganych prawem).
Załuski objął diecezję przez swego pełnomocnika w dniu 7 stycznia 1724 r. Sakrę biskupią przyjął Załuski w klasztorze jasnogórskim z rąk Konstantego Felicjana Szaniawskiego, biskupa krakowskiego, 13 lutego 1724 r. Przed jej przyjęciem posiadał już święcenia prezbiteratu z inkardynacją do diecezji poznańskiej. Bezpośrednio po swej konsekracji wydał dwa listy pasterskie, skierowane do wiernych swej diecezji.
Jako biskup płocki już w 1724 r. zwizytował kapitułę katedralną płocką i kolegiacką w Pułtusku, wydając w obu wypadkach wyczerpujące dekrety powizytacyjne. Uporządkował w nich sprawy dyscyplinarne i majątkowe. Podjął zdecydowane kroki w kierunku rozwoju seminariów duchownych w Pułtusku i Płocku, na nowo erygował i uposażył seminarium pułtuskie. Określił warunki przyjmowania kandydatów oraz wykładane przedmioty. Przeprowadził wizytację generalną diecezji płockiej, wysłał dwie relacje o stanie diecezji do Kurii Rzymskiej w latach 1728 i 1733, wydał wiele listów pasterskich do kapłanów i ogółu wiernych w swej diecezji. Uwieńczeniem jego działalności było odbycie w Pułtusku w sierpniu 1733 r. synodu diecezjalnego, którego statuty zostały wydane drukiem.

### Senator i polityk
Jako biskup – senator został prezydentem Komisji Skarbowej w Radomiu, a następnie przewodził sejmowej komisji poprawy sądów trybunalskich, która w 1726 r. przeprowadziła korekturę trybunału.
W 1724 r. mianowany jednym z komisarzy do zbadania sprawy tzw. tumultu toruńskiego. August II chciał tę sprawę, poprzez wydanie surowych wyroków, wykorzystać w celu zwiększenia zakresu swojej władzy. Załuski był zwolennikiem łagodnego wyroku, czym zaskarbił sobie przychylność ewangelickich mieszczan.
Politycznie zbliżał się w tym czasie Załuski do Familii Czartoryskich, a jednocześnie był uważany za jednego z najwierniejszych popleczników polityki saskiej.
W czasie bezkrólewia po śmierci Augusta II Załuski, po pewnym okresie wstrzemięźliwości, stał się jednym z głównych zwolenników elekcji Stanisława Leszczyńskiego. W 1733 roku podpisał jego elekcję. Był członkiem konfederacji generalnej zawiązanej 27 kwietnia 1733 roku na sejmie konwokacyjnym. Jako deputat podpisał pacta conventa Stanisława Leszczyńskiego w 1733 roku. Po elekcji Augusta III i wkroczeniu wojsk rosyjskich Załuski znalazł się wraz z Leszczyńskim w oblężonym Gdańsku. Po jego kapitulacji został aresztowany przez feldmarszałka Münnicha. Zapewne wtedy doszedł do wniosku, że jedyną drogą do poprawy sytuacji Rzeczypospolitej jest droga wewnętrznych reform ustrojowo-gospodarczych. Dzięki wstawiennictwu Jana Aleksandra Lipskiego odzyskał wolność osobistą i zadeklarował bliską współpracę z Augustem III. W 1735 roku podpisał uchwałę Rady Generalnej konfederacji warszawskiej.
Dzięki rekomendacji i osobistemu poparciu carycy Anny, która chciała zorganizować w Polsce stronnictwo prorosyjskie, otrzymał Załuski 9 listopada 1735 r. urząd kanclerza wielkiego koronnego (formalnie przyznany na sejmie pacyfikacyjnym w 1736 roku).
Zgodnie z prawem o inkompatibiliach, musiał Załuski opuścić biskupstwo płockie i 19 listopada 1736 r. został nominowany biskupem łuckim, jednak nie prowadził szerszej działalności związanej z tą funkcją. Od 1738 r. opat komendatoryjny kanoników regularnych w Czerwińsku.
10 lipca 1737 roku podpisał we Wschowie konkordat ze Stolicą Apostolską.

### Biskup chełmiński
20 lipca 1739 r., nominowany biskupem chełmińskim, faktycznie rządy w diecezji przejął na początku 1740 r. po powrocie z Drezna. W 1742 r. zlecił kanonikom przeprowadzenie wizytacji diecezji. Istotnie zreformował statuty kapituły katedralnej, oraz wysłał w październiku 1743 r. relację do Stolicy Apostolskiej o stanie diecezji. We wrześniu 1745 r. odbył synod diecezjalny w Lubawie. Jego statuty kładły nacisk na czystość wiary, stawiały duchownym i świeckim wysokie wymagania moralne, podkreślały rolę odpowiedniej edukacji religijnej oraz przypominały o czynnej miłości bliźniego i konieczności pomocy charytatywnej. Wyrastały one z ducha reform trydenckich oraz wpływu oświecenia katolickiego. Dyskretnie popierał także budowę nowego zboru luterańskiego w Toruniu w miejsce kościoła NMP, odebranego ewangelikom po tzw. tumulcie toruńskim.

### Kanclerz wielki koronny
Na sejmie pacyfikacyjnym 1736 r. Załuski ściśle już współpracował z Augustem III i posłem rosyjskim Hermanem Karlem von Keyserlingiem. Jako kanclerz wydał deklaracje i instrukcje przed sejmikowe w latach 1736 i 1738 starając się działać na rzecz reformy państwa, zwłaszcza aukcji wojska.
Po śmierci cesarza Karola VI i wybuchu I wojny śląskiej (16 grudnia 1740 – 11 lipca 1742 r.) kanclerz Załuski, wraz ze Stanisławem Poniatowskim i kardynałem Janem Lipskim zostali włączeni do elitarnego grona najbliższych doradców królewskich uzyskując realny wpływ na politykę zagraniczną Wettynów. Załuski okazał się być zdecydowanym przeciwnikiem poczynań Fryderyka II. Wiosną 1741 r., działając często bez poparcia pierwszego ministra H. Brühla, zabiegał wspólnie z posłem rosyjskim H. Kayserlingiem o stworzenie szerokiej koalicji przeciw Fryderykowi II. Planował też powiększenie armii, jednak król pruski, przy pomocy dywersji hetmana Józefa Potockiego utrącił owe plany. Załuski zdecydowanie przeciwstawił się planom hetmana J. Potockiego, który zamierzał stworzyć propruską konfederację. Plan pacyfikacji, opracowany przez Załuskiego przewidywał odebranie na radzie senatu buławy J. Potockiemu i przekazanie jej Janowi Klemensowi Branickiemu. To śmiałe uderzenie na potęgę Potockich mogło być początkiem daleko idących reform ustrojowo-politycznych. August III zadowolił się jednak rozwiązaniem kompromisowym.
W 1742 r. Załuski opowiadał się za zwołaniem sejmu nadzwyczajnego do Wschowy dla dokonania aukcji wojska. Wobec nieprzychylności dworu wobec planów sejmowych, proponował w swoim wystąpieniu na radzie senatu we Wschowie w maju 1744 r. inne sposoby zwiększenia armii koronnej. Opowiedział się też, wbrew woli carowej Elżbiety, przeciw zmianie osoby lennika w Kurlandii.
Wobec akceptacji H. Brühla, dla reformatorskich planów Familii Czartoryskich aktywnie włączył się Załuski w przygotowania do sejmu 1744 r. W marcu 1744 r. przygotował memoriał dla Rosji, w którym przedstawiał sejmowe plany aukcji wojska i wzajemnego sojuszu oraz dla rządu berlińskiego, w którym protestował przeciw werbunkom pruskim. Przed radą senatu w sierpniu 1744 r. ogłosił Załuski instrukcję królewską na sejmiki. Na samej radzie senatu pracował kanclerz nad stworzeniem jednolitego obozu politycznego.
Szczególnie ważne było wystąpienie Załuskiego na sejmie grodzieńskim 1744 r. Radził on stworzyć kolegialny urząd zarządzający skarbem koronnym, opowiadał się za protekcjonizmem celnym, przedstawił potrzebę oraz możliwości aukcji wojska, a także postulował zmiany w systemie sądownictwa, zwłaszcza korekturę trybunału koronnego. Sejm został jednak zerwany, zaś nota protestacyjna, wysłana przez Załuskiego do dworu berlińskiego na poczynania posłów pruskich, niczego nie mogła zmienić.
Po owej klęsce przygotował na przełomie 1744/1745 r. pismo zatytułowane: Rzetelna Relacja, w którym wyjaśniał przyczyny i skutki klęski sejmowej 1744 r. Wskazywał na rolę Prus w niepowodzeniu obrad i tłumaczył potrzebę współpracy z Rosją.
Od początku 1746 r. Załuski przygotowywał sejm warszawski 1746 r. Wziął też udział w Radzie Senatu we Wschowie, gdzie wypowiedział się przeciwko prodworskiej konfederacji, którą proponował H. Brühlowi Antoni Potocki, wojewoda bełski.

### Biskup krakowski
Po śmierci biskupa krakowskiego Jana A. Lipskiego, Załuski otrzymał w maju 1746 r. nominację na biskupstwo krakowskie. Jednocześnie opuścił opactwa w Paradyżu i Czerwińsku, a także złożył pieczęć większą koronną. Jako biskup krakowski, dążył do dokładnego poznania swej diecezji. Reaktywował wizytacje archidiakońskie, nakazał przeprowadzić wizytację generalną, która odbyła się w latach 1746–1748. Dążył on przy tym do uzyskania tabelarycznego obrazu swego biskupstwa. Wysłał z Krakowa dwie relacje do Rzymu o stanie swej diecezji w 1751 i 1756 r. Około 1756 r. utworzył, a w 1758 oficjalnie erygował seminarium akademickie w Krakowie, dla dwunastu kleryków. Wydał on ponad 30 listów pasterskich i szereg edyktów wzmacniających dyscyplinę kleru. Czynił też biskup przygotowania do odbycia synodu diecezji krakowskiej, jednak z powodu śmierci nie zrealizował tych planów.
Działalność Załuskiego w diecezji krakowskiej objęła też sprawy gospodarcze. Dał się on poznać jako reformator w takich dziedzinach jak hutnictwo, górnictwo, przemysł manufakturowy, handel i rolnictwo. Sprowadzał z zagranicy, głównie z Bawarii, fachowców do kopalń i przemysłu metalurgicznego, zbudował kilka pieców hutniczych, utworzył kopalnie srebra i ołowiu oraz walcownię blachy. Jako pierwszy wprowadził w diecezji uprawę ziemniaków. Był o to z początku hałas po ambonach, gdy po dworach zabierały ziemniaki miejsce zbożu snopowemu - wspominał Walery Eljasz w wydanych w 1874 r. „Szkicach z podróży w Tatry”

### Dalsza działalność polityczna
Dalej aktywnie uczestniczył Załuski w polskim życiu politycznym. Na sejmie 1748 r. akcentował kwestie ładu prawnego, stwierdzając, że liberum veto jest w istocie swojej sprzeczne z prawem polskim. Po zerwaniu sejmu, przygotował dla króla uniwersał (ogłoszony w styczniu 1749 r.) będący w istocie manifestem stronnictwa dworskiego przeciw opozycji. Interesował się też naprawą sądownictwa, którą to sprawę często poruszał na sejmach, a po zerwaniu trybunału koronnego w 1749 r. opracował nawet specjalne pismo publicystyczne, ostro oceniające dotychczasowy stan rzeczy i zawierające propozycje zmian w funkcjonowaniu sądów.
Po zerwaniu sejmu w 1750 r. wypowiedział się na radzie senatu z sierpnia 1750 r. za zwołaniem sejmu nadzwyczajnego pod węzłem konfederacyjnym przy majestacie. Spod pióra Załuskiego wyszedł cały szereg pism publicystycznych wykładających potrzebę takiego postąpienia, oraz wskazujących na ród Potockich, jako głównych winowajców paraliżu sejmów.
W kolejnych latach Załuski działał też w Trybunale Skarbowym Radomskim. Jego uwagi o panującym w trybunale skarbowym chaosie i kierunkach naprawy stanowią jedną z najświetniejszych kart polskiej myśli reformatorskiej.
Począwszy od roku 1752 zaczęły się rysować rozbieżności między Załuskim a Czartoryskimi. Na sejmie warszawskim 1754 r. Załuski nie współpracował już z Familią. Został on na tym sejmie wybrany na przewodniczącego komisji, do której obowiązków należały lustracja dóbr i zabezpieczenie materialne armii. W maju 1755 r. jako stronnik dworski brał udział w Radzie Senatu we Wschowie.

### Działalność społeczno-kulturalna
Na szczególną uwagę zasługuje działalność Załuskiego na polu społeczno-naukowym. Był on pod znakiem wpływów tzw. filozofii recentiorum, jednym z czołowych przedstawicieli oświecenia katolickiego w Polsce oraz jednym z prekursorów oświecenia w Polsce.
Pierwsze plany reform w Akademii Krakowskiej miał Załuski już w 1741 r. Począwszy od 1748 r. systematycznie badał potrzeby poszczególnych wydziałów. Na wydziale prawa wprowadził katedrę prawa natury i narodów, a także wykład z prawa Królestwa Polskiego. Dla pogłębienia studiów teologicznych wprowadził wykłady z hebraistyki. Zainicjował na wydziale filozoficznym kurs nauk matematyczno-fizycznych. 1758 zapisał Akademii Krakowskiej drukarnię.
Załuski wspierał poczynania reformatorskie w innych, kluczowych szkołach w Polsce. Doradzał ordynatowi Tomaszowi A. Zamoyskiemu reformę Akademii Zamojskiej, postulował wprowadzenie na nią wykładów z fizyki eksperymentalnej, nowych nurtów filozofii, języków starożytnych, geografii, i ekonomii. Wspierał wysiłki Stanisława Konarskiego w pijarskim Collegium Nobilium w Warszawie, które zresztą subsydiował. W latach 1748–1757 był protektorem Hospicjum św. Stanisława w Rzymie, które pełniło funkcję bursy dla studiującej w tym mieście polskiej młodzieży.
Wraz z bratem Józefem zainicjował szereg inicjatyw wydawniczych. Przyczynił się do podjęcia przez S. Konarskiego publikacji konstytucji sejmowych w Volumina Legum, otoczył protektoratem tak wybitnych uczonych jak gdańskiego historyka Gotfryda Lengnicha, a także Jerzego Piotra Schulza, Efraima Oloffa czy Dawida Brauna. Utrzymywał żywe stosunki z uczonymi niemieckimi, m.in. z Christianem Wolffem. Był też Załuski mecenasem sztuki.

### Protektorat nad Biblioteką Załuskich

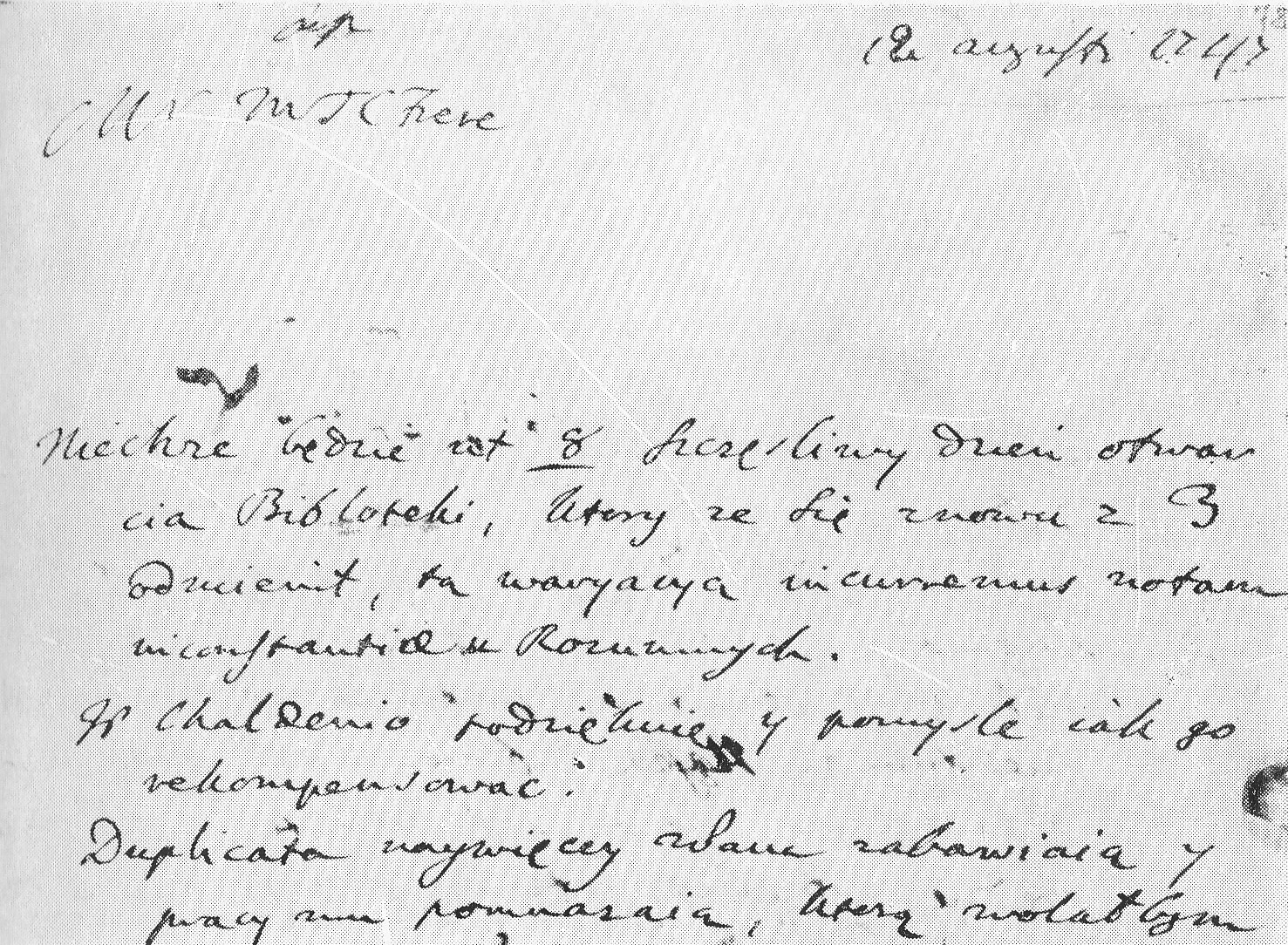
Fragment listu Andrzeja Stanisława Załuskiego z 12 sierpnia 1747 do brata Józefa Andrzeja ze wzmianką o otwarciu biblioteki

A.S. Załuski odziedziczył znaczny księgozbiór po stryju Andrzeju Chryzostomie (zm. 1711) i Ludwiku Bartłomieju (zm. 1721) oraz po prymasie Andrzeju Olszowskim, będącym bratem jego babki. Już w 1723 myślał o utworzeniu biblioteki publicznej w swej ówczesnej rezydencji w Płocku. Przed 1723 postanowił połączyć swe zbiory ze zbiorami brata Józefa i umieścić w Warszawie. W 1736 zakupił pałac Daniłowiczowski i zlecił Jakubowi Fontanie przystosowanie go do potrzeb bibliotecznych; 1740 pozyskał w darze od Marii Karoliny z domu Sobieskiej księżnej de Bouillon (zm. 1740) cenną bibliotekę żółkiewską po Jakubie Ludwiku Sobieskim. 1745 zbiory obu braci przeniesiono do odbudowanego gmachu, 8 sierpnia 1747 bibliotekę udostępniono publiczności.
Załuski wziął na siebie finansowanie biblioteki, łożył na jej przebudowę, pensje bibliotekarzy, konserwacje, prace introligatorskie. Nabywał dla biblioteki cenniejsze dzieła lub całe kolekcje. Hamował wybujałe zapędy kolekcjonerskie Józefa, nalegał na uporządkowanie księgozbioru, wyszukiwał pracowników biblioteki. Nakłaniał brata do zorganizowania przy bibliotece towarzystwa naukowego oraz sam zamierzał założyć drukarnię wraz z księgarnią.
Wokół Andrzeja Stanisława Załuskiego i jego brata Józefa zawiązał się szeroki ruch naukowy i literacki. Dla zabezpieczenia bytu Biblioteki projektował Załuski utworzyć odrębną fundację. W testamencie sporządzonym 20 lutego 1758 zapisał na rzecz biblioteki pałace Daniłowiczowski i Radziwiłłowski wraz z placami, oddając fundację pod opiekę króla, prymasa oraz biskupów krakowskiego i poznańskiego. Testament został obalony w 1761 przez Józefa Andrzeja Załuskiego, który pragnął stać się jedynym fundatorem i dysponentem biblioteki.

## Znaczenie
Andrzej Stanisław Załuski zmarł w Kielcach 16 grudnia 1758 r. Pochowany w katedrze wawelskiej. Serce złożono 27 lipca 1759 w kościele św. Trójcy w Kobyłce.